# Metapogon gilvipes
Metapogon gilvipes là một loài ruồi trong họ Asilidae. Metapogon gilvipes được Coquillett miêu tả năm 1904. Loài này phân bố ở vùng Tân Bắc giới.